# Calicross
Calicross (USDA 66054) is een hopvariëteit, gebruikt voor het brouwen van bier. Deze Nieuw-Zeelandse hopvariëteit is ontstaan na een kruising tussen Cluster en Fuggle. Hij werd gekweekt begin jaren 1960 in het Riwiki Research Station te Motueka. Deze hop werd in Nieuw-Zeeland verbouwd tot begin jaren 1980 maar daarna vervangen door sterkere variëteiten.
Deze hopvariëteit is een “dubbeldoelhop”, bij het bierbrouwen gebruikt zowel voor zijn aromatische als zijn bittereigenschappen.

## Kenmerken
- Alfazuur: 5,8 – 7,9%
- Bètazuur: 4 – 7,8%
- Eigenschappen: